# Eusebio Lázaro
Eusebio Lázaro (Cartagena, Murcia, 1942) es escritor, actor y director teatral español.
De amplia formación escénica, ha vivido en Barcelona, Madrid, Londres, con largas estancias en París y Nueva York. Comenzó a actuar y dirigir en el Teatro Español Universitario y en el Teatro de Cámara de su ciudad natal. Recibió posterior formación con profesores de la Royal Academy of Dramatic Arts de Londres, colaboró con Friedo Solter. Se traslada a Madrid a mediados de la década de 1960, donde entra en contacto con diversos medios culturales y comienza a realizar trabajos de actor y de escritura de guiones cinematográficos. Dirige los mediometrajes El clarinete (1985) y La última cena.
Crea su propia compañía en 1978 y organiza cursos de técnica teatral para actores y directores profesionales. En el cine ha trabajado con directores españoles como Luis García Berlanga, Carlos Saura, Manuel Gutiérrez Aragón, Mario Camus, José Luis Cuerda, Pablo Llorca, Gonzalo Suárez, Pedro Almodóvar, etc., y extranjeros como Milos Forman, Christopher Hampton, John Malkovich, Richard Lester y Philippe Monnier. Conoce la popularidad gracias a sus interpretaciones en cine y televisión, entre ellas Demonios en el jardín, de Manuel Gutiérrez Aragón y Cuéntame cómo pasó, en el papel de don Severiano.
Ha dirigido dos mediometrajes cinematográficos seleccionados en diversos Festivales y cinco documentales sobre arte contemporáneo en colaboración con la historiadora y crítica norteamericana Dore Ashton, sobre los pintores Antoni Tàpies, Miquel Barceló, Manuel Millares, Pierre Soulages y Pierre Alechinsky.
Como autor teatral ha escrito y estrenado dos obras: El Ensayo y El premio. Más recientemente, ha dirigido a José Ovejero en la versión teatral de su obra ¡Qué raros son los hombres!, una exploración del lado oscuro de la psiquis humana en tres monólogos basados en los propios cuentos del actor.
Es, además, organizador de eventos culturales y traductor de las siguientes obras de William Shakespeare: Ricardo III (Ediciones Valdemar), El cuchillo de la mente. Coriolano y Otelo.  Ha escrito artículos en prensa y revistas, ensayos, guiones de cine, obras teatrales y poemarios. Ha sido profesor durante tres años en la ECAM (Escuela de Cine de la Comunidad de Madrid) y ha impartido cursos y seminarios en varios países de América.
En 2019 publicó sus memorias bajo el título Fiebre alta.

## Trayectoria (selección)

### Cine
- 1980 Pepi, Luci, Bom y otras chicas del montón, de Pedro Almodóvar
- 1982 Demonios en el jardín, de Manuel Gutiérrez Aragón
- 1986 El disputado voto del señor Cayo, de Antonio Giménez-Rico
- 1987 La rusa, de Mario Camus
- 1989 El regreso de los mosqueteros, de Richard Lester
- 1993 Todos a la cárcel, de Luis García Berlanga
- 1996 Taxi, de Carlos Saura
- 1996 Muerte en Granada, de Marcos Zurinaga
- 1997 Pajarico, de Carlos Saura 1998 Todas hieren, de Pablo Llorca
- 1998 Lluvia en los zapatos, de María Ripoll
- 1999 París-Tombuctú, de Luis García Berlanga
- 2001 Buñuel y la mesa del rey Salomón, de Carlos Saura
- 2003 Imagining Argentina, de Christopher Hampton
- 2006 El laberinto del fauno, de Guillermo del Toro
- 2006 Los fantasmas de Goya, de Miloš Forman
- 2010 The Way, de Emilio Estévez
- 2014 La carga,  de Alan Jonsson

### Teatro
Como actor y/o director
- Arturo Ui, de Bertolt Brecht. Con Peter Fitzi y José Luis Gómez
- Poder y villanía, sobre textos de Shakespeare
- Dos instantes vida, de Anton Chéjov
- Un hombre es un hombre, de Bertolt Brecht
- Ricardo III, de Shakespeare
- Coriolano, de Shakespeare
- Medea, de Suzanne Osten
- Otelo, de Shakespeare
- La comedia de los errores, de Shakespeare
- Woyzeck, de Georg Büchner
- Ellas. La extraña pareja, de Neil Simon. Con Cristina Higueras y Fiorella Faltoyano
- La comedia de Carla y Luisa, de José Luis Alonso de Santos. Con Cristina Higueras y Fiorella Faltoyano
- Cartas de amor a Stalin, de Juan Mayorga
- Las troyanas, de Eurípides
- Las bacantes, de Eurípides
- Antígona, de Sófocles-Jean Anouilh
- La edad de oro. Selección de textos: José Manuel Caballero Bonald
- El otro lado, de Ariel Dorfman. Junto a Charo López y José Luis Torrijo
- Las más fuertes, de Eusebio Lázaro.
- ¡Qué raros son los hombres!, de José Ovejero (giro internacional)

### Televisión
- 1985 Total, de José Luis Cuerda
- 1985 La huella del crimen 1: El caso de las envenenadas de Valencia, de Pedro Olea
- 1985 Los pazos de Ulloa, de Gonzalo Suárez
- 1989 Brigada Central, de Juan Madrid.
- 1990 La hija de los lobos (en francés L'Enfant des loups), de Philippe Monnier
- 1992 El Quijote de Miguel de Cervantes, de Manuel Gutiérrez Aragón
- 2001-2008 Cuéntame cómo pasó, de Tito Fernández
- 2006 Aquí no hay quien viva
- 2006 El comisario
- 2007-2008 Amar en tiempos revueltos, de Joan Noguera
- 2009 Los hombres de Paco, Serie Antena 3
- 2010 Adolfo Suárez
- 2010 Alfonso, el príncipe maldito Telecinco
- 2010 Las chicas de oro, Serie TVE
- 2011 Doctor Mateo, Serie Antena 3
- 2012 Imperium, Serie Antena 3
- 2016 Víctor Ros, Serie de La 1
- 2020 Historias de Alcafrán, Serie de La 1

### Libros
- Fiebre alta, Alpedrete (Madrid): Ediciones de la Discreta, 2019, 754 pp. ISBN: 978-84-96322-91-2.